# Circuito Urbano de Valência
O Circuito Urbano de Valência foi um circuito de rua localizado na cidade de Valência, na Espanha, que sediou o Grande Prêmio da Europa de Fórmula 1 por cinco anos, de 2008 a 2012, na companhia da GP2 Series. A primeira corrida no circuito foi realizada na cidade durante o fim de semana em 23 e 24 de agosto de 2008, com o piloto brasileiro Felipe Massa a vencer o evento principal, o Grande Prêmio da Europa, depois de largar na pole position. O International GT Open e a Fórmula 3 Espanhola também visitaram o circuito neste ano.
A construção do circuito teve início em Outubro de 2007 e tinha uma extensão de 5.419 metros e 25 curvas (11 à esquerda e 14 à direita). O circuito usou as estradas que contornam o porto da cidade e a área da porta da America's Cup - incluindo uma seção sobre uma ponte de 140 metros de comprimento (460 pés) e também incluiu algumas estradas projetadas exclusivamente para propósitos de corrida pelo arquiteto alemão Hermann Tilke, que também projetou os prédios de infraestrutura para o circuito.
Esperava-se que o circuito estivesse operado pelo menos até 2015. No entanto, a crise econômica global, especialmente marcada na Espanha e na Comunidade Valenciana em particular, forçou a deixar o circuito em 2012.
A edição de 2012 foi realizada em 24 de junho, tendo como vencedor o espanhol Fernando Alonso, e foi a última a receber o nome de Grande Prêmio da Europa até 2016, quando o Circuito Urbano de Baku assumiu a denominação. Em 20 de agosto de 2013, expirou oficialmente a licença que autorizava competições de automobilismo em Valência, e desde então, o circuito se considera como encerrado.

## Circuito como nova localização do GP da Europa

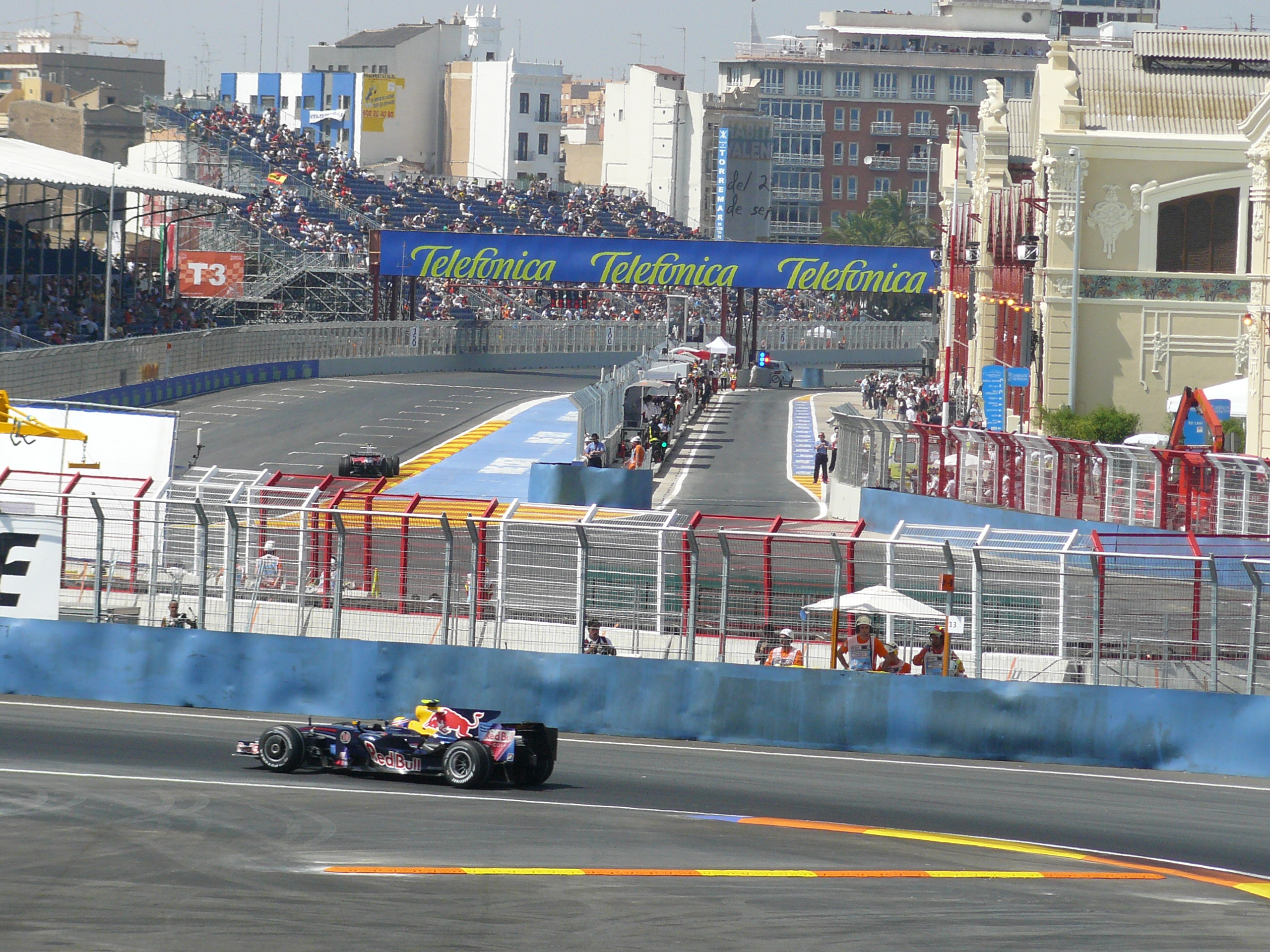
Circuito em 2008.

O Grande Prémio da Europa começou a participar da Formula 1, a partir de 2008, neste circuito urbano provisório em Valência, como já sucede no Grande Prémio do Mónaco. O circuito situa-se na área envolvente da zona onde se disputou em 2007 a regata "America's Cup".
Alguns super-fãs da F1 em Portugal especulam que o evento poderia ser em Portugal, caso este tivesse ganho a candidatura à organização da regata "America's Cup". Outros especulam que o evento é em Espanha devido ao facto de o piloto Fernando Alonso ser bicampeão mundial, o que faria sentido, uma vez que o Grande Prémio da Europa tinha lugar na Alemanha, país natal do heptacampeão Michael Schumacher, e "mudou de ares" um ano após o alemão se ter retirado.
Outra hipótese para o Grande Prémio ser em Espanha é o facto de este país se encontrar economicamente muito melhor que outros países da Europa, e o número de adeptos da Fórmula 1 em Espanha, e principalmente nas Astúrias e outras regiões próximas, como a Catalunha, ter vindo a subir de forma surpreendente desde o primeiro campeonato do Mundo conquistado pelo piloto asturiano Fernando Alonso, e por isso que Valência tem todas as condições necessárias para que nela seja criado um circuito urbano temporário.

### Época de introdução
A introdução deste Grande Prémio em Valência está inserida numa mudança de localização dos Grandes Prémios existentes e de adição de novos Grandes Prémios. Em 2008 estreou-se também o Grande Prémio de Singapura, no Circuito Urbano de Marina Bay. Em 2009 o Grande Prémio do Japão voltou a Suzuka e também em 2009 é a vez de Abu Dhabi, nos Emirados Árabes Unidos, receber um Grande Prémio, no Circuito de Yas Marina. Em 2010 irá estrear-se um Grande Prêmio Coreia do Sul, em Yeongam, e em 2011 irá estrear-se um Grande Prémio na Índia, em Nova Deli.

## Historial de Grandes Prémios de F1
O Circuito de Valência é palco do Grande Prémio da Europa de Fórmula 1 desde 2008.
Provas disputadas:
| Ano  | Data         | Pole Position               | Tempo    | Vencedor                    | Tempo       | Volta mais rápida           | Tempo                  | Detalhes |
| ---- | ------------ | --------------------------- | -------- | --------------------------- | ----------- | --------------------------- | ---------------------- | -------- |
| 2008 | 24 de agosto | Felipe Massa (Ferrari)      | 1:38:989 | Felipe Massa (Ferrari)      | 1:35:32.339 | Felipe Massa (Ferrari)      | 1:38.708 (na volta 36) | Detalhes |
| 2009 | 23 de agosto | Lewis Hamilton (McLaren)    | 1:39:498 | Rubens Barrichello (Brawn)  | 1:35:51.289 | Timo Glock (Toyota)         | 1:38.683 (na volta 55) | Detalhes |
| 2010 | 27 de junho  | Sebastian Vettel (Red Bull) | 1:37.587 | Sebastian Vettel (Red Bull) | 1:40:29.571 | Jenson Button (McLaren)     | 1:38.766 (na volta 54) | Detalhes |
| 2011 | 26 de junho  | Sebastian Vettel (Red Bull) | 1:36.975 | Sebastian Vettel (Red Bull) | 1:39:36.169 | Sebastian Vettel (Red Bull) | 1:41.852 (na volta 53) | Detalhes |
| 2012 | 24 de junho  | Sebastian Vettel (Red Bull) | 1:38.086 | Fernando Alonso (Ferrari)   | 1:44:16.649 | Nico Rosberg (Mercedes)     | 1:42.163 (na volta 54) | Detalhes |